# Criorhina berberina
Criorhina berberina es una especie de sírfido. Se distribuyen por el paleártico en Eurasia.